# Bonanza Creek
Bonanza Creek (en Hän: Ch'ö`chozhù' ndek) és un curs d'aigua del territori del Yukon, Canadà. Recorre uns 32 km des King Solomon's Dome fins al riu Klondike. En els darrers anys del segle XIX i principis del segle XX va ser el centre de la febre de l'or de Klondike que va atreure desenes de milers de buscadors d'or a la zona. Abans de 1896 era conegut com a Rabbit Creek, però els miners li van canviar el nom en honor als milions de dòlars en or trobats al riu i als voltants.
Durant el temps de prospecció, la llera de la riera va ser modificada considerablement, a causa de les excavacions realitzades dins i al voltant del curs d'aigua. La mineria d'or es va abandonar als anys cinquanta del segle XX, i actualment de les instal·lacions dels miners no en queda res més que un lloc històric organitzat pel Govern del Canadà on es pot visitar una draga i on s'organitzen prospeccions turístiques.